# شکستن من
شکستن من (انگلیسی: Breaking Me) تک ‌آهنگی است از آ-سون-اس که به اتفاق دی جی توپیک در ۱۹ دسامبر ۲۰۱۹ اجرا و ضبط گردید 